# Sao Csia-ji
Sao Csia-ji (Shao Jiayi) (egyszerűsített kínai: 邵佳, pinjin, hangsúlyjelekkel: Shào Jiāyī; Peking, 1980. április 10. – ) kínai válogatott labdarúgó.

## Pályafutása

### Klubcsapatokban
1999 és 2002 között a Beijing Guoan csapatában játszott. 2002-ben Németországba szerződött az 1860 München együtteséhez, ahol négy évet töltött. 2006 és 2011 között az Energie Cottbus játékosa volt és a 2008–09-es szezonban játszott a második számú csapatban is. 2011-ben az MSV Duisburgban szerepelt. 2012 és 2015 között a Beijing Guoant erősítette.  

### A válogatottban
2000 és 2010 között 47 alkalommal játszott a kínai válogatottban és 8 gólt szerzett. Részt vett a 2000-es, a 2004-es és a 2007-es Ázsia-kupán, illetve a 2002-es világbajnokságon, ahol a Costa Rica elleni találkozón nem kapott lehetőséget. Brazília és Törökország ellen csereként lépett pályára, utóbbin piros lapot kapott.

## Sikerei, díjai
Kína
- Ázsia-kupa ezüstérmes (1): 2004